# Маниса
Маниса (на турски: Manisa) е град в Западна Турция, административен център на едноименния вилает Маниса и дванадесети по големина в страната. Град Маниса е с население от 1 429 643 жители (2018 г.). Пощенският му код е 45x xx, а телефонният 236. В града живеят много торбеши от Вардарска Македония, изселени от Югославия след ВСВ.
Първият античен полис на мястото на Маниса е колония на магнезийците - Магнезия на Сипилум.

## Личности
Родени в Маниса
- Агатангелос Константинидис (1864 – 1935), гръцки духовник
- Агатангелос Схолариос (1818 – 1893), гръцки духовник
- Василиос Пападопулос (1884 – 1969), гръцки духовник
- Григориос Орологас (1864 – 1922), гръцки духовник
- Теодорос Аскитис (? – 1908), гръцки дипломат